# Otoyol 30
Pour les articles homonymes, voir O30.
L'autoroute O30 désigne le périphérique d'İzmir en Turquie. Pour des raisons environnementales, son côte ouest séparé par des milliers de mètres (mer Égée) n'est pas refermé par un pont (comme ceux d'İstanbul).